# You Make Me Wanna...
"You Make Me Wanna" là đĩa đơn đầu tiên từ album phòng thu thứ hai của ca sĩ người Mỹ Usher, My Way. Nó được phát hành tháng 8 năm 1997 và trở thành đĩa đơn hit đầu tiên của anh, đạt vị trí quán quân trên bảng xếp hạng UK Singles Chart (dù đến năm 1998 mới đạt được) và vị trí số 2 trên Billboard Hot 100 Hoa Kỳ (ngày 25 tháng 10 năm 1997). Đĩa đơn này cũng có mặt trong danh sách những ca khúc trụ lâu nhất trên Billboard R&B/Hip-Hop với 71 tuần, chỉ sau "Be Without You" của Mary J Blige với 75 tuần.
Bài hát xếp vị trí #88 trên Billboard Hot 100 All-Time Top Songs. Video âm nhạc cho bài hát do Bille Woodruff đạo diễn.

## Danh sách bài hát
UK CD 1
1. "You Make Me Wanna..." (Phiên bản album)
2. "You Make Me Wanna..." (JD Remix)
3. "You Make Me Wanna..." (Lil Jon's Eastside Remix)
4. "You Make Me Wanna..." (Timbaland Remix)
5. "You Make Me Wanna..." (JD Remix Instrumental)
6. "You Make Me Wanna..." (Lil Jon's Eastside Remix Instrumental)

UK CD 2
1. "You Make Me Wanna..." (Phiên bản album)
2. "You Make Me Wanna..." (Tuff Jam Classic Garage Mix)
3. "You Make Me Wanna..." (Tuff Jam Classic Garage Instrumental)
4. "You Make Me Wanna..." (Tuff Jam UVM Dub Mix)
5. "You Make Me Wanna..." (Instrumental Dub Mix)